# Chironomidae
I chironomidi (Chironomidae Newman, 1836) sono una vasta famiglia cosmopolita di insetti dell'ordine dei ditteri (Nematocera: Culicomorpha). Apparentemente simili alle zanzare, i chironomidi differiscono in realtà da queste per diversi caratteri poco appariscenti e, soprattutto, per l'assenza completa dell'ematofagia nella dieta delle femmine adulte.

## Generalità
L'importanza medico-sanitaria di questa famiglia si limita alla possibilità di insorgenza di fastidi di natura allergica, ma le femmine sono incapaci di pungere o, addirittura, non si nutrono affatto. La famiglia è invece importante sotto l'aspetto ecologico, per il ruolo ricoperto dalle larve nelle catene alimentari degli ecosistemi di acqua dolce, e, contestualmente a casi di frequenza circoscritta, sotto l'aspetto agrario, per la possibilità di danni alle colture di riso.
Le larve di alcune specie, più note, sono comunemente chiamate dagli anglosassoni blood worms ("vermi sanguigni") e, in italiano, vermi rossi dei pescatori. Questi nomi sono dovuti al colore rosso dell'emolinfa e al fatto che le larve essiccate sono impiegate come esche dai pescatori e come mangime per i pesci. Il nome scientifico, Chironomidae, deriva dal greco Χειρονόμος che, richiamando la gestualità delle mani nella chironomia, fa riferimento alla postura assunta dall'adulto in posizione di riposo, con le zampe anteriori sollevate sopra il capo e protese in avanti.

## Descrizione
Gli adulti sono moscerini simili alle più note zanzare, dal corpo esile e delicato, lungo 1-10 mm, con zampe lunghe e sottili e capo dorsalmente coperto dall'espansione in avanti del pronoto.
Il capo è piccolo. Le antenne dei maschi sono densamente piumose della maggior parte della famiglia, quelle delle femmine sono moniliformi. L'apparato boccale è di tipo succhiante non perforante per l'assenza di mandibole funzionali, ma spesso è più o meno ridotto fino alla completa atrofia.
Il torace è dorsalmente convesso e prolungato in avanti fino a sormontare il capo. Dorsalmente è percorso da carene longitudinali. Le zampe, lunghe e sottili come nella generalità dei Nematoceri, presentano tarsi composti da 5 segmenti, particolarmente lunghi nelle anteriori, e sono tenute sollevate sopra il capo e protese in avanti in posizione di riposo.

Nervatura tipica ricorrente in molti Chironomidi.
Per la legenda, vedi il testo.

Le ali sono strette e lunghe e ripiegate a tetto sull'addome in posizione di riposo. La morfologia della nervatura può variare notevolmente all'interno della famiglia e, spesso, può mostrare una marcata semplificazione. In generale, le nervature anteriori (dalla costa alla radio) o alla media) sono marcatamente più sclerificate di quelle posteriori (cubito, anale e, in qualche, caso anche la media) e percorse da setole. Setole possono essere presenti anche lungo l'intero margine o sulle parti membranose. Queste ultime, in genere, sono comunque prive di setole oppure rivestite da microtrichi.
La morfologia della nervatura può variare notevolmente. La costa è in genere leggermente estesa fino alla confluenza di R4+5 o poco oltre e in genere non raggiunge l'apice dell'ala. La subcosta può essere assente, incompleta, oppure può estendersi fino a confluire sulla costa. La radio è in genere suddivisa in R1, R2+3 e R4+5, con settore radiale breve e trasversa. Spesso R2+3 è appena accennata oppure si fonde con R4+5; in altri casi si biforca in due rami, con R2 che confluisce sulla costa o sulla parte terminale di R1. La media è indivisa (M1+2), carattere ricorrente in tutti i Chironomidi, e confluisce sul margine in corrispondenza dell'apice dell'ala o in posizione più arretrata. La cubito si suddivide nei due rami CuA1 e CuA2 o, secondo una differente interpretazione, in CuA e M3+4, ritenendo quest'ultima fusa con il primo ramo della cubito anteriore. Come nella maggior parte dei Nematoceri, è inoltre presente, posteriormente alla cubito, la plica CuP, ritenuta da alcuni autori come il ramo posteriore della cubito. Sono infine presenti una o due vene anali, a decorso incompleto e più o meno accennate. Le vene trasversali sono rappresentate, oltre che dal settore radiale, dalla radio-mediale (r-m) e, in genere, dalla trasversa bM3+4, ritenuta secondo le differenti interpretazioni, come medio-cubitale o come tratto basale di M3+4.
L'addome è sottile e lungo, spesso con una pigmentazione zonale che ne evidenzia la struttura metamerica.
La larva è apoda, sottile e cilindrica, lunga 1-6 cm e di colore biancastro, verdastro o rossastro. Ha il capo evidente e sclerotizzato, con apparato boccale prognato. È priva di spiracoli tracheali (apparato apneustico), porta due paia di pseudopodi, rispettivamente nel protorace e nell'ultimo urite, terminanti con uncini. Le appendici si localizzano nella zona caudale: nell'urite VIII sono in genere presenti due paia di tubuli respiratori, nell'ultimo urite sono invece presenti un paio di appendici dorsali, dette procerci, terminanti con un ciuffo di setole, e due paia di papille branchiali che svolgono la funzione di regolazione della salinità. Una peculiarità fisiologica-istologica di diverse larve di Chironomidi è la presenza di emoglobina nell'emolinfa: queste larve, tipicamente bentoniche, sfruttano infatti la maggiore efficienza di questo pigmento nel trasporto dell'ossigeno, riuscendo perciò ad adattarsi ad ambienti poveri di ossigeno. Conseguenza diretta della presenza dell'emoglobina è la pigmentazione rossa di queste larve.

## Biologia

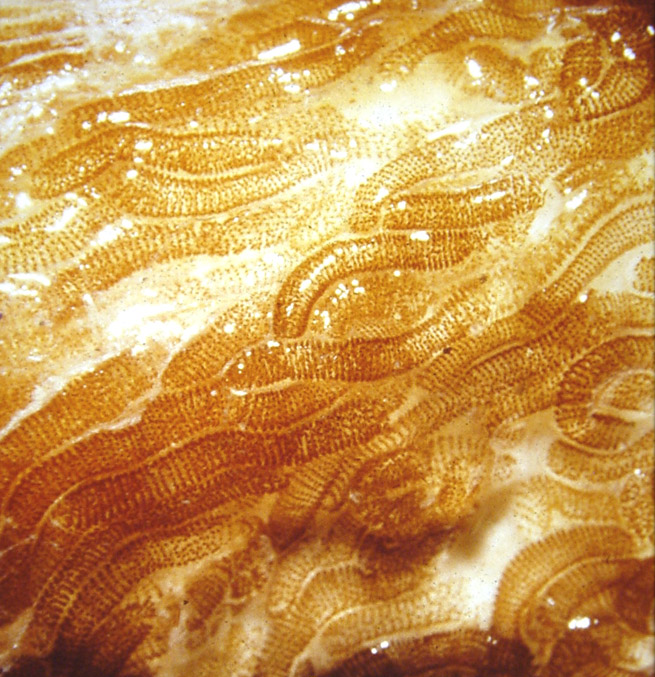
Ovature di chironomidi.

I chironomidi sono insetti olometaboli, con sviluppo postembrionale che si svolge attraverso gli stadi di larva e pupa. La riproduzione è di tipo anfigonico, ma in questa famiglia si riscontra anche la partenogenesi. Nel corso dell'anno si avvicendano 3-4 generazioni, ma si possono avere anche cicli pluriennali, con una generazione che può durare anche un lustro.
Gli adulti hanno una vita breve, ridotta a pochi giorni. Sono incapaci di nutrirsi, oppure hanno un'alimentazione esclusivamente glicifaga, che utilizza il nettare e la melata come risorse alimentari. A differenza di altri culicomorfi, la femmina non necessita dell'assunzione di sangue per la riproduzione, perciò è del tutto assente l'ematofagia. L'etologia degli adulti è caratterizzata dall'aggregazione dei maschi, ai fini dell'accoppiamento, in densi sciami danzanti di forma conica e di alcuni metri di altezza, in zone prossime ai siti natali. Questi sciami si spostano, spesso attratti dalla luce, dagli oggetti, dalle persone e sono in genere causa di disagi se non di danno vero e proprio. La femmina depone le uova nell'acqua in un unico ammasso gelatinoso, fissato ad un substrato immerso. Un'ovatura può contenere anche centinaia di uova.

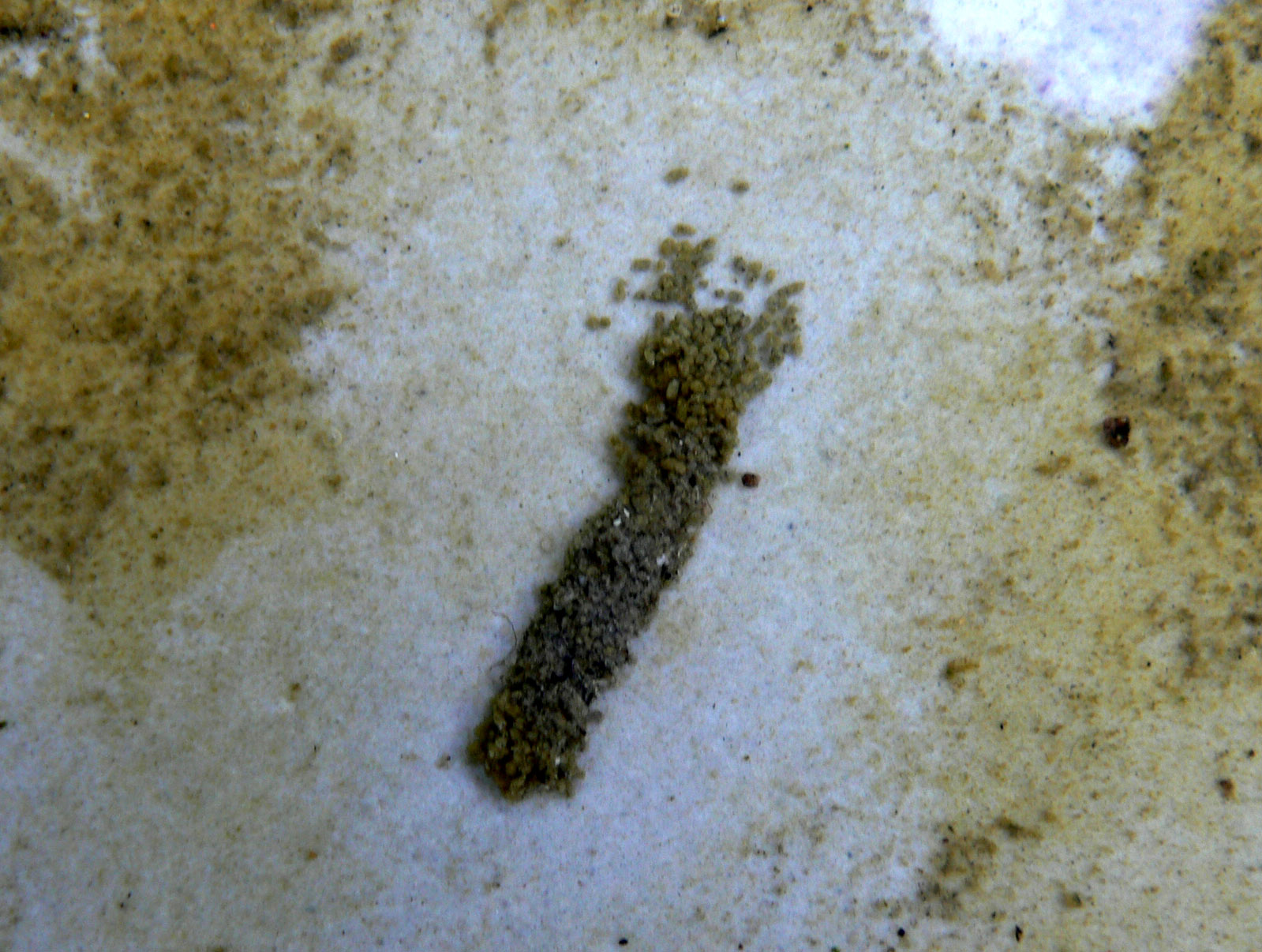
Popolazione di larve di chironomidi sul fondo di un bacino artificiale, protette nei loro astucci.

Le larve vivono in svariati ambienti, ma nella generalità delle specie si comportano come organismi bentonici degli ecosistemi di acqua dolce. Vivono perciò nel fondo di fiumi, laghi, stagni, anche fino a 200 metri di profondità, raggiungendo elevate densità di popolazione in acque ricche di sostanza organica, fino a 100 000 individui per metro quadro. Secondo la specie, la larva può essere protetta o meno da un astuccio tubulare, costruito con detriti frammisti a seta. Oltre a questo comportamento ordinario, nella famiglia si riscontrano etologie differenti, con specie le cui larve vivono in acque salmastre o nella zona intertidale delle coste o in mare aperto. Alcune specie vivono sul fondo di vasche e piscine oppure anche all'interno delle condutture idriche. Le larve di un numero limitato di specie vive in altri ambienti comunque umidi e ricchi di sostanza organica, come sotto la corteccia degli alberi, le lettiere umide o, infine, all'interno di vegetali. La dieta è in genere costituita da microrganismi acquatici (alghe, batteri) o da detriti organici, ma fra i chironomidi si annoverano anche specie le cui larve sono fitofaghe o zoofaghe, per quanto siano poco frequenti.
La pupa ha una vita della durata di poche ore. Raggiunta la maturità, la larva abbandona il suo sito e risale verso la superficie, insediandosi sotto il pelo libero dell'acqua per impuparsi. La morfologia della pupa è analoga a quella dei nematoceri acquatici, perciò questa sfrutta i ciuffi di setole e le appendici respiratorie per restare "agganciata" alla superficie.

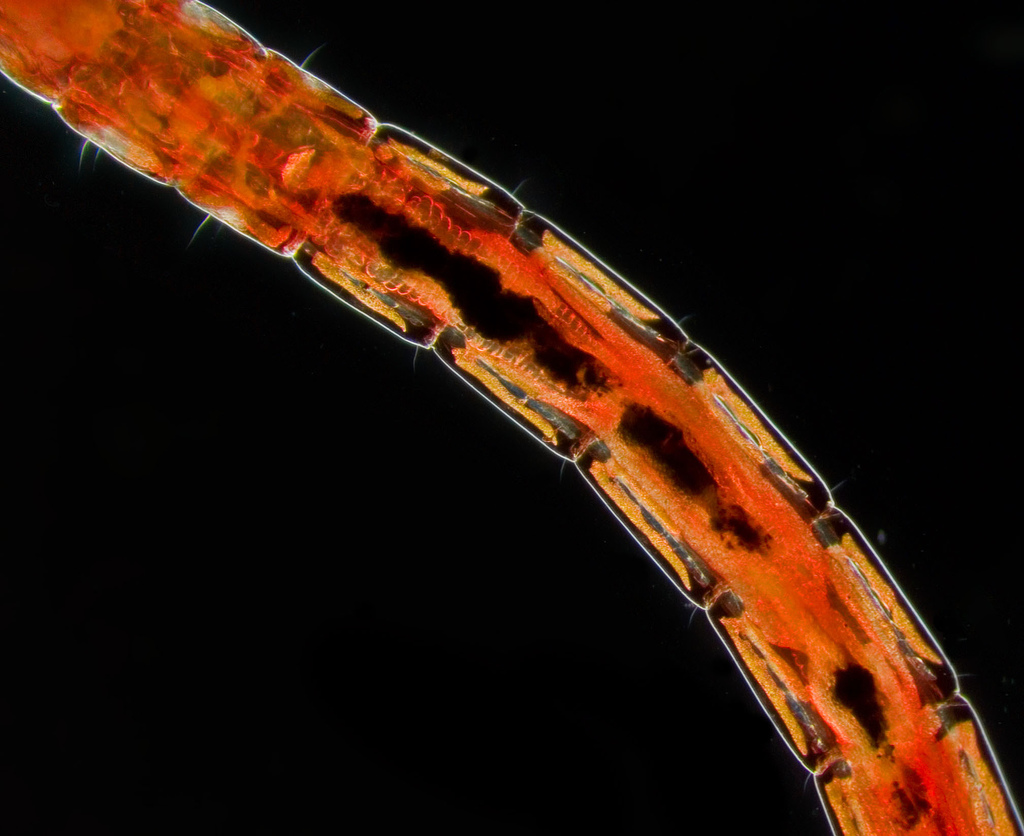
La presenza dell'emoglobina nell'emolinfa di molti chironomidi migliora l'efficienza respiratoria in ambiente povero di ossigeno.

Un aspetto di particolare interesse è la capacità di adattamento delle larve di diverse specie a condizioni ambientali proibitive per altri organismi e che riguardano, secondo i casi, la salinità, l'umidità, la temperatura, la disponibilità di ossigeno o, infine, la particolare specificità dell'habitat.
Diverse sono le specie adattate a vivere in acque salmastre o marine, in virtù della funzione di regolazione osmotica svolta dalle papille anali. La larva del Chironomus salinarius può resistere a concentrazioni di cloruri dell'ordine del 40%. Negli anni ottanta, nella Laguna di Venezia furono rilevate densità di popolazione, di larve di C. salinarius, superiori a 38 000 individui per metro quadro in acque con il 5% di salinità.
L'adattamento a condizioni estreme di umidità è un comportamento riscontrato in particolare nelle specie del genere Polypedilum diffuse nell'Africa occidentale. Queste larve, adattate a vivere in pozzanghere temporanee soggette a prosciugamenti di lunga durata, vivono racchiuse all'interno di un astuccio di terra e in condizioni sfavorevoli vanno incontro ad una lenta disidratazione, combinata all'accumulo di zuccheri, fino a portare l'umidità del corpo a valori inferiori all'8%. Questo stato di quiescenza o morte apparente, detto anidrobiosi o criptobiosi, permette alle larve di sopravvivere a lunghi periodi di aridità che possono durare anche anni. Tuttavia, l'aspetto più spettacolare, dal punto di vista biologico, associato all'anidrobiosi delle larve di Polypedilum è la capacità di tollerare temperature incompatibili con la vita, capacità che si manifesta ai livelli più estremi nella specie Polypedilum vanderplanki.
La larva di questo chironomide, considerata il più grande invertebrato criptobiotico e largamente impiegata negli studi sulla criptobiosi, è in grado di tollerare, in subordine ai tempi di esposizione, abbassamenti termici fino a -270 °C, ovvero prossimi allo zero assoluto, o innalzamenti termici fino a 106 °C e mantenersi in stato di criptobiosi per ben 17 anni. Ad esempio, le larve in criptobiosi possono sopravvivere ad esposizioni a -190 °C per tre giorni oppure a immersione in acqua bollente per un minuto. In condizioni naturali, la larva di P. vanderplanki vive in Nigeria nelle pozze d'acqua che si formano, in occasione delle piogge, sulle rocce soleggiate; in seguito al prosciugamento, in queste rocce, la temperatura raggiunge i 70 °C senza che venga compromessa la sopravvivenza del chironomide. La stessa larva, in condizioni fisiologiche normali, muore dopo un'esposizione di un'ora ad una temperatura di 43 °C.

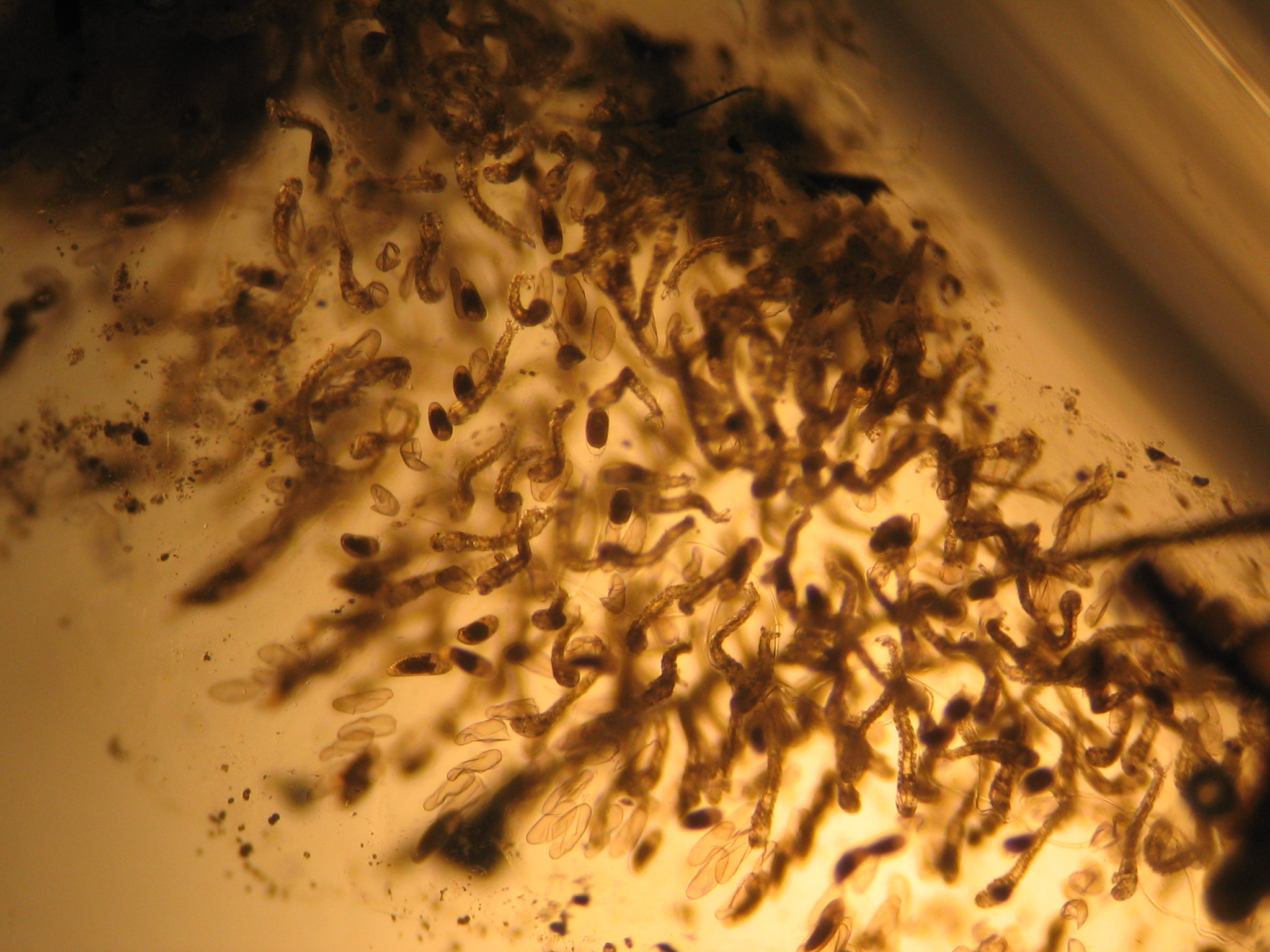
Larve neonate.

L'adattamento a bassi tenori di ossigeno si deve a meccanismi fisiologici basati su un particolare biochimismo. La presenza stessa di emoglobina nell'emolinfa di molte larve di chironomidi, è un fatto inconsueto fra gli Insetti, nei quali il trasporto dell'ossigeno è in genere affidato alla capillarità del sistema tracheale. L'emoglobina, in questo caso, svolge la funzione di rendere più efficiente il trasporto dell'ossigeno. Alla presenza del pigmento si associano anche particolari biochimismi nel metabolismo di queste larve come, ad esempio, lo svolgimento di processi di glicolisi anaerobica.
Un esempio di adattamento alla specificità intrinseca dell'habitat si riscontra nella specie Paratanytarsus inquilinus, che ha concentrato il proprio potenziale biologico a favore dello stadio larvale. Le larve di questa specie vivono nelle condutture dell'acqua degli acquedotti urbani, nutrendosi di ferrobatteri, e l'intero ciclo vitale può svolgersi, per una sequenza indefinita, all'interno delle condotte senza alcun contatto con l'esterno: la femmina adulta, infatti, conduce una vita brevissima restando racchiusa all'interno dell'involucro pupale e riproducendosi per partenogenesi.

## Distribuzione e habitat

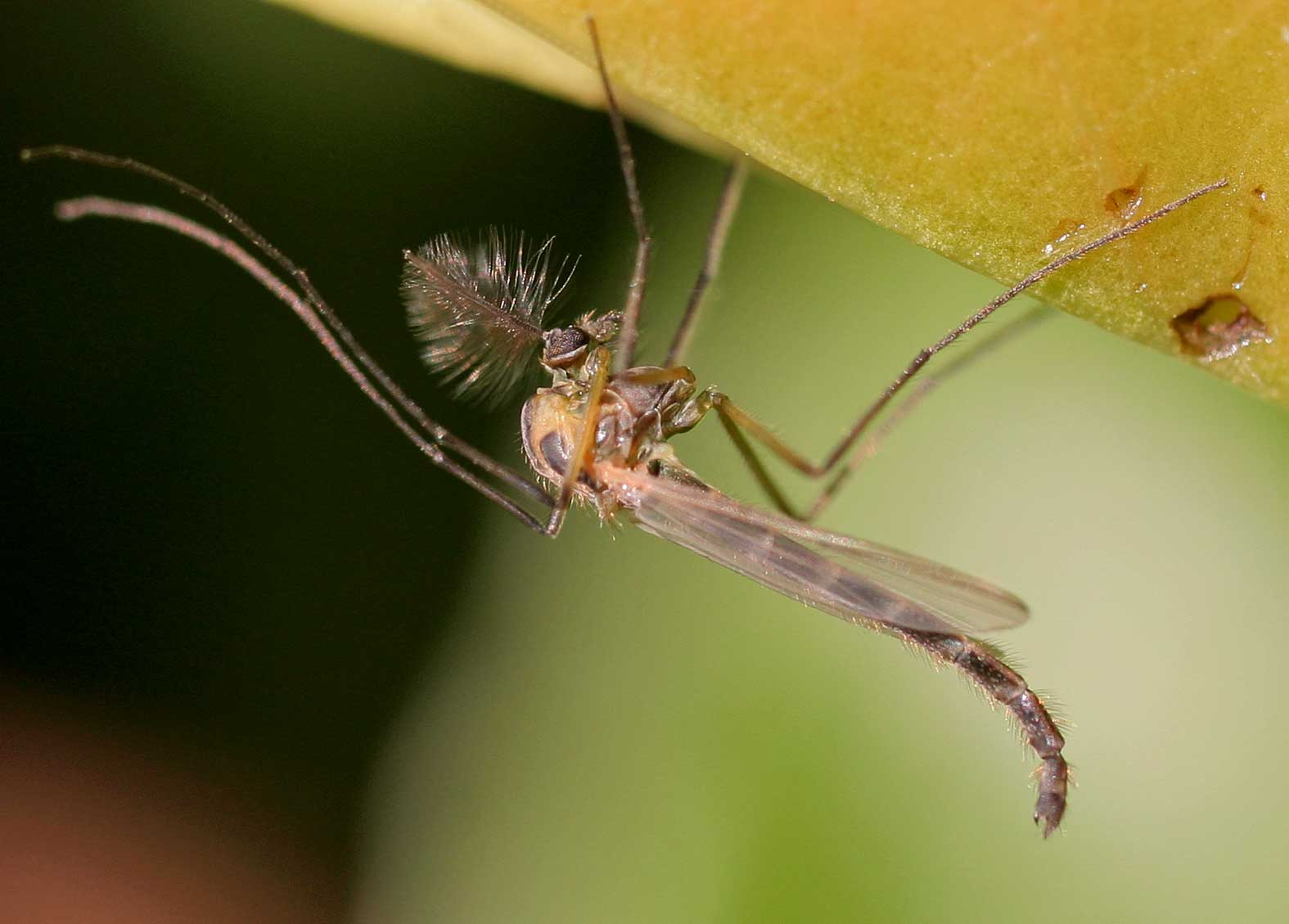
Maschio adulto di Chironomus plumosus. Si noti la posizione delle zampe anteriori, piegate in corrispondenza dell'articolazione femoro-tibiale, con i femori portati in alto e all'indietro e le tibie e i tarsi proiettati in avanti sopra il capo. Questa postura, che ricorda la gestualità delle mani di chi dirige un coro, ha ispirato il nome scientifico di questi insetti.

I chironomidi costituiscono nel complesso un raggruppamento sistematico cosmopolita. Sono ben conosciute le forme europee, con descrizioni dettagliate di tutti gli stadi, ma, in generale, i chironomidi rappresentano un raro esempio, nell'ambito degli insetti, di conoscenza approfondita di tutti gli stadi del ciclo. La tassonomia interna di questa famiglia è perciò largamente basata anche sulle caratteristiche degli stadi preimmaginali.
L'areale della famiglia è alquanto vasto comprendendo molteplici ambienti in tutte le regioni zoogeografiche della Terra, inclusa l'Antartide, con la specie Belgica antarctica, del genere Belgica, la tundra artica, con almeno oltre un centinaio di specie, e gli habitat marini, con il genere Clusio.
In Europa sono presenti circa 1500 specie ripartite fra otto sottofamiglie. In Italia il numero effettivo di specie è incerto, a causa di una limitata conoscenza relativa a questa famiglia. Fino agli anni ottanta, infatti, l'interesse verso i chironomidi, in Italia, era rivolto principalmente ai danni causati nelle risaie emiliane e ai disagi causati nelle aree urbane. Le segnalazioni relative all'Italia sono comunque dell'ordine di circa 130 generi con oltre 400 specie, indicando una significativa biodiversità relativa alla diffusione di questa famiglia. Fra le specie più comuni si annovera il Chironomus plumosus.
Va comunque specificato che i censimenti confermano, anche quando riferiti ad areali di limitata estensione, una notevole diffusione dei chironomidi, in termini di biodiversità, in gran parte del mondo.

## Relazioni con l'Uomo

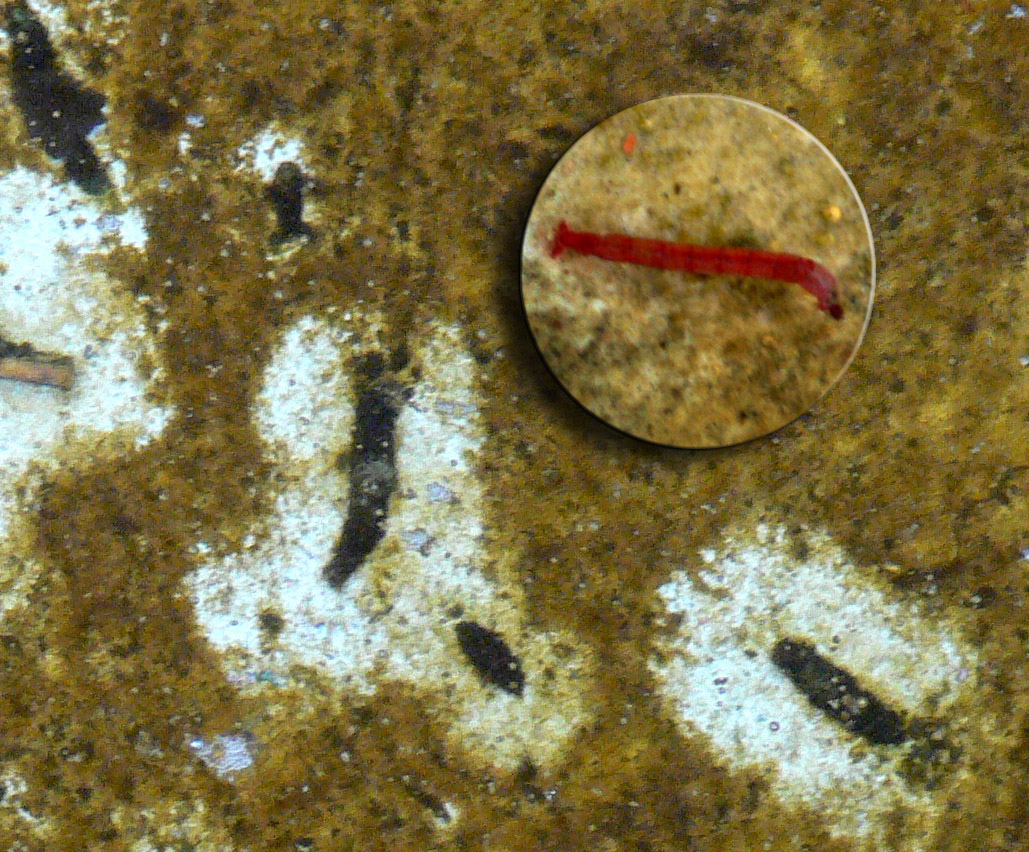
Larva rossa in evidenza sul fondo di un bacino artificiale.

L'importanza diretta dei chironomidi, in merito alle relazioni con l'Uomo, è subordinata ad aspetti contestuali. In generale, questi insetti non sono direttamente dannosi quanto, ad esempio, i nematoceri ematofagi (Culicidae, Ceratopogonidae, Phlebotominae) o i nematoceri fitofagi (Cecidomyiidae, Tipulidae). L'entomologia agraria, in Italia, ha sempre concentrato l'attenzione sui chironomidi ai danni causati nelle risaie in fase di semina, in particolare in Emilia. I chironomidi in letteratura sono il Chironomus cavazzai, il Cricotopus sylvestris e i generi Tanytarsus e Polypedilum. Secondo TREMBLAY, in realtà, l'importanza sotto questo aspetto è oggi fortemente ridimensionata al punto da non ritenersi più un'emergenza e rappresenta solo un'informazione di valore storico.
Le larve di questi chironomidi, infatti, vivono nei fondali melmosi degli acquitrini ed hanno un regime dietetico detritivoro. Nelle risaie gli attacchi al riso si rivelano più intensi in caso di proliferazione, con densità di popolazione che superano i 100 g di larve per litro di melma: in queste condizioni le larve si riversano sulle cariossidi e sulle plantule in via di emergenza provocandone la distruzione. A sostegno di questa ipotesi va indicata una tecnica agronomica, alternativa o di supporto ai trattamenti chimici, che consisteva nel porre il riso in asciutta. Il problema dei chironomidi nelle risaie è oggi pressoché scomparso a seguito dell'ammodernamento della tecnica colturale e, in particolare, per il largo ricorso al diserbo chimico.
Più problematico è invece il rapporto con l'Uomo nelle aree urbane costiere, soprattutto in siti soggetti all'eutrofizzazione. Diverse ricerche hanno messo in evidenza una correlazione fra l'incremento delle popolazioni di chironomidi e l'eutrofizzazione delle acque. A titolo di esempio, ALI et al. (1985) rilevarono una densità di popolazione di C. salinarius dell'ordine di 15000 larve per metro quadro in un sito della laguna, adiacente all'aeroporto di Venezia, in cui si riversavano reflui civili. A prescindere dai casi specifici, l'incremento delle popolazioni di chironomidi porta alla formazione di sciami di maschi più grandi e densi, talvolta di dimensioni cospicue: 30-40 metri di altezza e 1-3 metri di larghezza. Le conseguenze di un'eccessiva invadenza di chironomidi nelle aree urbanizzate sono varie:
- insorgenza di allergie per inalazione e di congiuntiviti per contatto con gli occhi;
- imbrattamento di manufatti di qualsiasi natura;
- ostacolo al traffico motorizzato su terra e aereo.

Queste problematiche coinvolgono perciò i chironomidi nella tematica più ampia della lotta ai nematoceri ematofagi, per quanto questi insetti non siano particolarmente dannosi sotto l'aspetto medico-sanitario.

## Utilità
Da un punto di vista diametralmente opposto, i chironomidi sono considerati insetti utili per la nicchia ecologica occupata. La loro capacità di adattamento a condizioni ambientali difficili per altri organismi, raggiungendo anche elevate densità di popolazione, assegna alle larve un ruolo importante come base alimentare per l'ittiofauna e, più in generale, per gli organismi predatori degli ecosistemi d'acqua dolce.
Sotto questo aspetto, le larve dei chironomidi sono sfruttate anche come materia prima per la costituzione di mangimi per alimentare i pesci e gli altri organismi d'acquario. A questo scopo, vengono anche essiccate e ridotte in cialde o in pastiglie o ancora liofilizzate o surgelate. Le larve, note in commercio come ver de vase, sono inoltre utilizzate come esche per la pesca dei piccoli ciprinidi, soprattutto durante gare di pesca.
Altri aspetti che possono ricondurre ad una forma di utilità di questi insetti è il loro impiego come bioindicatori dello stato di inquinamento delle acque.

## Filogenesi ed evoluzione
Ancora incerte sono le correlazioni filogenetiche dei chironomidi, ritenuti, secondo alcune analisi, un clade monofiletico. Secondo le interpretazioni più consolidate, formerebbero con i Ceratopogonidae un clade monofiletico rispetto ai Simuliidae, mentre secondo altre interpretazioni, più recenti i Chironomidi sarebbero monofiletici rispetto al clade Simuliidae+Ceratopogonidae.
L'origine della famiglia può essere fatta risalire al Giurassico, per la ricorrente segnalazione di diversi paleoendemismi, a livello di genere, circumantartici (Argentina, Patagonia, Queensland, Nuovo Galles del Sud, Nuova Zelanda), dimostrando che i chironomidi erano già presenti prima della deriva delle placche dell'antico Gondwana.

## Sistematica
La famiglia comprende oltre 5000 specie conosciute, su un totale stimato di 10000 specie, ripartite fra undici sottofamiglie che, a loro volta, possono suddividersi in tribù:
- Aphroteniinae
- Buchonomyiinae
- Chilenomyinae
- Chironominae
- Diamesinae
- Orthocladiinae
- Podonominae
- Prodiamesinae
- Tanypodinae
- Telmatogetoninae
- Usambaromyiinae